# آتش‌افروزان جهنم
آتش‌افروزان جهنم (به انگلیسی: Hellblazers) فیلمی محصول سال ۲۰۲۲ و به کارگردانی جاستین لی است. در این فیلم بازیگرانی همچون بروس درن، بیلی زین، تونی تاد، آدرین باربو، جان کسیر، مگ فاستر و کورتنی گینس ایفای نقش کرده‌اند.